# 100X
100X je peti album hrvatskog pjevača Borisa Novkovića koji sadrži 11 pjesama. Objavljen je 1991. godine.

## Popis pjesama
1. "Zora zna"
2. "Opasna zona (za ljubljenje bombona)"
3. "Ti si tu"
4. "S tobom, poludjet' ću"
5. "Ne vjerujem da me više ne voliš"
6. "Ako ovo nije ljubav"
7. "Ne mogu te preboljeti" ("Kuda bježiš od mene")
8. "Nek' nam noćas život bude drug"
9. "Sve do neba, sve do zvijezda"
10. "Kad te srce za mnom zaboli"
11. "100 puta preko puta"